# Felix McGrath
Felix McGrath (* 13. März 1963 in Princeton, New Jersey) ist ein ehemaliger US-amerikanischer Skirennläufer. McGrath gehörte Ende der 1980er Jahre zu den besten Slalomfahrern der Welt. In seinem Heimatland wurde er 1988 und 1989 zum Skiläufer des Jahres gewählt.
McGrath gehörte von 1982 bis 1991 der US-amerikanischen Skinationalmannschaft an. In seiner Karriere wurde er insgesamt vier Mal US-amerikanischer Meister im Slalom und Riesenslalom. In den Saisonen 1984/85 und 1987/88 gewann er die Gesamt- und Slalomwertung des Nor-Am Cup, 1987/88 auch die Riesenslalomwertung. Seine ersten Weltcuppunkte gewann er im März 1985. Insgesamt konnte er sich zwölf Mal unter den besten zehn platzieren. Sein bestes Weltcupresultat war ein zweiter Platz im Slalom von Åre im März 1988. In der Gesamtwertung des Slalomweltcups wurde in der Saison 1987/88 Dritter. 
McGrath nahm 1988 an den Olympischen Winterspielen in Calgary teil, wo er im Riesenslalom 13. wurde. Seine beste Platzierung bei einer Weltmeisterschaft ist der 10. Platz im Slalom bei den Weltmeisterschaften 1987 in Crans-Montana.
Seit Beendigung seiner aktiven Laufbahn arbeitet McGrath als Trainer und lebt in Norwegen. Sein Sohn Atle Lie McGrath ist ebenfalls Skirennläufer.